# Ceadîr-Lunga
Ceadîr-Lunga (gagausisch Çadır-Lunga; russisch Чадыр-Лунга/Tschadyr-Lunga) ist eine Stadt an der Lunga (kleiner Fluss) in Gagausien in der Republik Moldau an der Grenze zur Ukraine. Sie ist überwiegend von Gagausen bewohnt. Die Einwohnerzahl betrug Anfang 2014 rund 22.800.

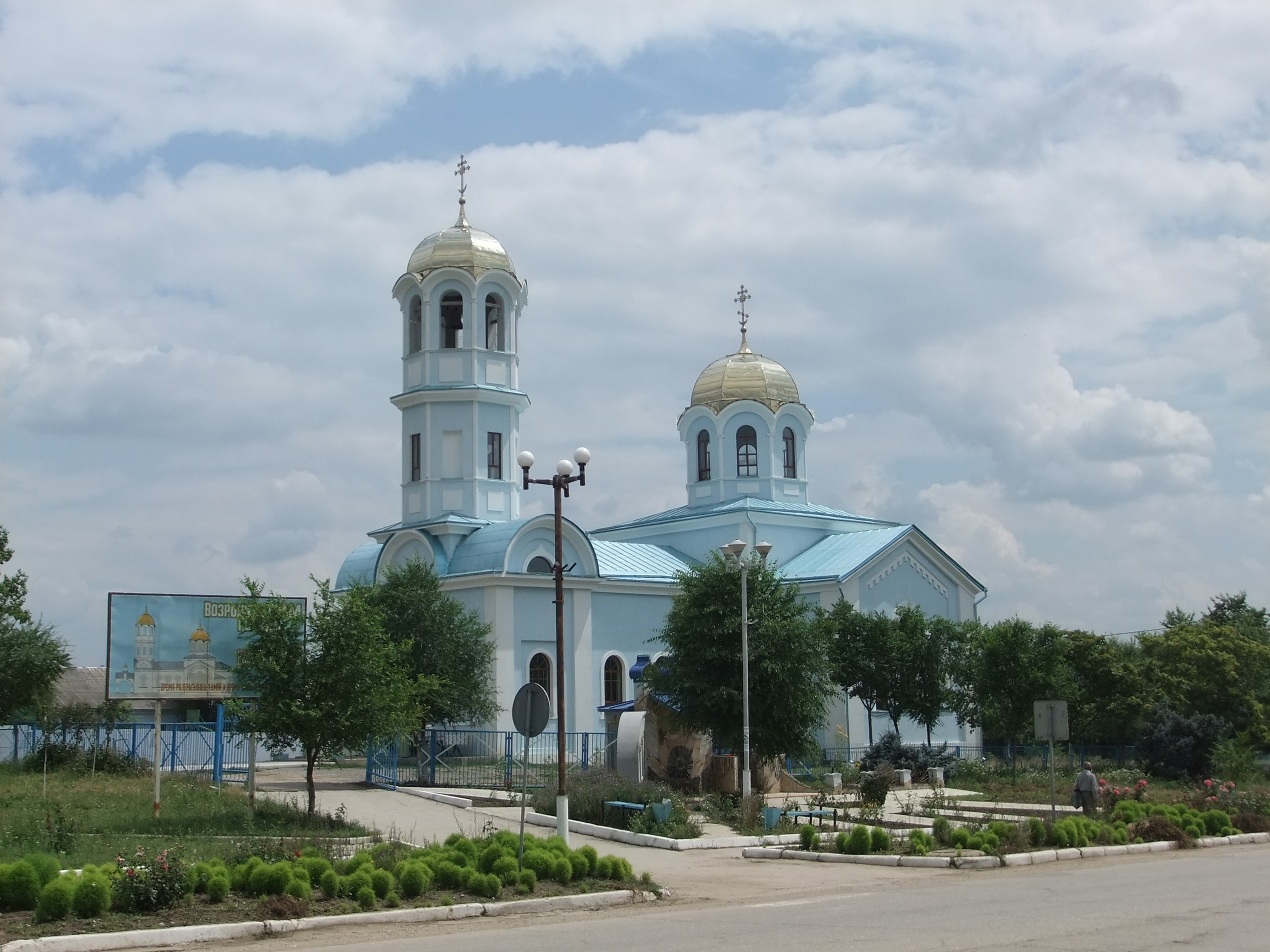
Kirche in der Stadt

## Name
Der Name erste der Stadt setzt sich aus dem gagausischen Wort çadır (deutsch: Zelt) und dem Flussnamen Lunga zusammen. 

## Wirtschaft
Wirtschaftliche Bedeutung haben die Landwirtschaft und das damit verbundene weiterverarbeitende Gewerbe, sowie eine Textilfabrik mit ca. 1000 Angestellten. Die Löhne sind auch für moldauische Verhältnisse sehr niedrig (2004 durchschnittlich 700 MDL monatlich), die Arbeitslosigkeit beträgt ca. 45 % (inoffizielle Schätzung).
Die Bevölkerung lebt in der Regel in privaten Eigenheimen (3600 Haushalte) oder in stadteigenen Plattenbauten (2000 Haushalte).
Das Trinkwassernetz liefert lediglich Brauchwasser, Trinkwasser wird von der Bevölkerung aus Brunnen geholt, die über das Stadtgebiet verteilt sind. Die Versorgung mit Elektrizität ist unzureichend, zeitweise kommt es zum Ausbleiben der Stromlieferungen.
Die Einkäufe der Bevölkerung werden auf dem städtischen Markt getätigt, auf dem alle Waren des täglichen Bedarfs angeboten werden. Fast alle privaten Haushalte verfügen für die Eigenversorgung über einen eigenen Garten, in dem Obst und Gemüse angebaut wird, sowie über Schlachtvieh.
In der Nähe des Marktes befindet sich auch das Museum für gagausische Kultur.

## Persönlichkeiten
- Igor Nowikow (* 1961), russischer Maler

## Einwohnerzahlen
| Volkszählung | Einwohnerzahl |
| ------------ | ------------- |
| 1989         | 23.200        |
| 2004         | 20.079        |
| 2014         | 22.800        |